# 金井正夫

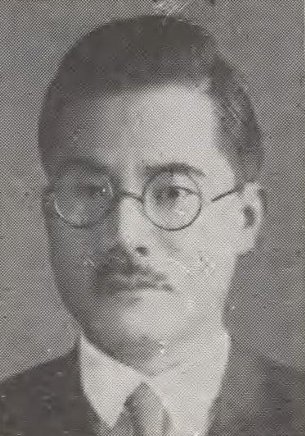
金井正夫

金井 正夫（かない まさお、1892年（明治25年）2月14日 - 1979年（昭和54年）10月4日）は、日本の政治家、裁判官、弁護士。衆議院議員、和歌山県知事。旧名、当央。

## 経歴
鹿児島県大島郡龍郷方浦村（龍郷村を経て現：龍郷町浦）で金井当説の五男として生まれる。1915年（大正4年）に正夫と改名。
大勝尋常小学校（現：龍郷町立大勝小学校）から4年次に名瀬尋常小学校（現：奄美市立名瀬小学校）へ転入し卒業。鹿児島県立大島農学校（現：鹿児島県立大島高等学校）1年修了の後、東京の旧制順天中学校で学ぶ。旧制第五高等学校を経て、関西大学を卒業、1919年（大正8年）京都帝国大学法学部法律学科（英法）を卒業。司法官試補となり、以後、予備判事、大阪地方裁判所兼大阪区裁判所判事を歴任。また、関西大島郡人会を創立し会長となる。1923年（大正12年）から12年間にわたり関西大学講師として務めた。
1928年（昭和3年）判事を退官し弁護士となる。1932年（昭和7年）2月、第18回衆議院議員総選挙に鹿児島県第3区から立憲政友会の所属で出馬して当選。その後、第21回総選挙まで連続4回の当選を果たした。
1934年（昭和9年）に東京で弁護士を開業。第1次近衛内閣の鉄道参与官、国際観光委員、司法省委員、大政翼賛会調査委員などを歴任。
1946年（昭和21年）1月、和歌山県知事に就任するが、第21回総選挙で大政翼賛会推薦候補であったため、同年6月に公職追放となり知事を辞任した。
追放解除後の1954年（昭和29年）奄美諸島復帰による衆議院議員補欠選挙に奄美群島区から立候補したが落選した。翌年の第27回衆議院議員総選挙に同選挙区から日本民主党公認で再び立候補したが落選した。
その後、東京で弁護士として活動した。

## 国政選挙歴
- 第18回衆議院議員総選挙（鹿児島県第3区、1932年2月、立憲政友会公認）当選[9]
- 第19回衆議院議員総選挙（鹿児島県第3区、1936年2月、立憲政友会公認）当選[10]
- 第20回衆議院議員総選挙（鹿児島県第3区、1937年4月、昭和会公認）当選[11]
- 第21回衆議院議員総選挙（鹿児島県第3区、1942年4月、翼賛政治体制協議会推薦）当選[12]
- 第26回衆議院議員総選挙奄美諸島復帰に伴う選挙（奄美群島区、1954年2月、無所属）
  - 法定得票を得た候補者がいなかったため再選挙[13]
- 第27回衆議院議員総選挙（奄美群島区、1955年2月、日本民主党）落選[14]

## 著書・編著
- 『実例和議手続詳解』巌松堂書店、1927年。
- 『実例破産手続詳解』巌松堂書店、1927年。
- 編著『衆議院議員・府県会議員・市町村会議員選挙関係法令並様式：新旧対照』巌松堂書店、1935年。
- 編『奄美大島復帰運動回顧録』金井正夫、1966年。